# Georg Hauffe
Georg Emil Hauffe (* 6. August 1872 in Breslau; † 29. Juni 1936 in Dresden) war ein deutscher Arzt und Hydrotherapeut.

## Leben und Werk

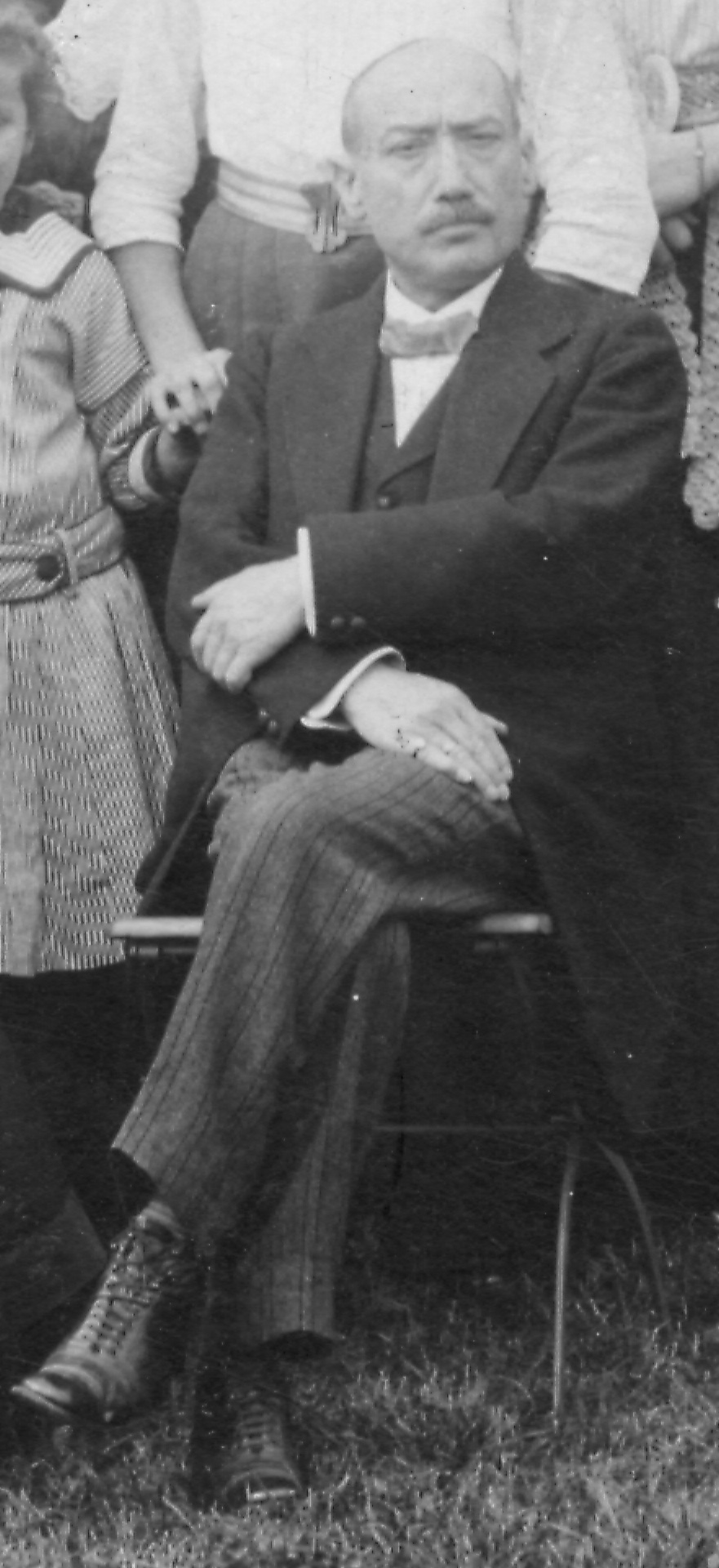
Georg Hauffe im Waldsanatorium Zehlendorf-West, 1912

Georg Hauffe war der ältere Sohn des königlichen Eisenbahnsekretärs Robert Hauffe (1833–1902) und seiner Frau Marie Hauffe geb. Lange (1837–1912) aus Schlawa. Er war mit Alma Hauffe geb. Brandenburger (1880–1960) verheiratet. Ihre einzige Tochter Ursula war schon in jungen Jahren verstorben. Georg Hauffe war ein Cousin des Leipziger Verlegers Ernst Heinrich Lange und des Berliner Stadtkämmerers Georg Lange. Hauffe studierte Medizin an der Universität Breslau und schloss das Studium als promovierter Arzt (Dr. med.) ab; Approbation als Arzt am 17. Februar 1897 vor der ärztlichen Prüfungskommission zu Breslau. Nach Erledigung des zweiten Halbjahres der militärischen Dienstpflicht als „Einjährig-Freiwilliger“ und anschließender Unterstabsarztübung begann Georg Hauffe seine berufliche Karriere. Zuerst als Volontärarzt in der Provinziellen Hebammenlehranstalt in Breslau, danach als Assistenzarzt in Posen an der Provinzial-Hebammen-Lehranstalt; hier zuletzt als 1. Assistent und Lehrer an der Anstalt.
Anschließend wechselte er für fast das gesamte Berufsleben nach Berlin, zuerst 1900/1901 als Assistent an das Sanatorium Birkenwerder, danach bis 1906 als Abteilungsarzt an das Kreiskrankenhaus Groß-Lichterfelde bei Berlin. In Lichterfelde war Hauffe Assistenzarzt von Geheimrat Ernst Schweninger, der von 1900 bis 1906 das neu erbaute Kreiskrankenhaus leitete und zu einem Zentrum der Naturheilkunde ausbaute. In diesen knapp sechs Jahren wirkte Georg Hauffe als rechte Hand des durch die Heilung von Bismarck bekannt gewordenen Ernst Schweninger.

## Hauffesche Güsse
In der gemeinsamen Zeit mit Schweninger entwickelte Hauffe die Technik der abfallenden und ansteigenden Bäder („Ansteigende Unterarmbäder nach Hauffe oder Hauffe-Schweninger“) in Kombination mit den Kneippschen Wechselbädern. Noch heute ist die Hauffesche Regel (Blutverschiebung, Wechselbeziehung des Kesselgebietes, Körperkern zur Peripherie) Lehrstoff bei entsprechenden Heilhilfsberufen. Die Hauffeschen Arm- und Fußbäder werden sogar in der aktuellen Umsatzsteuer-Richtlinie zu § 12 Abs. 2 Nr. 9 UStG explizit erwähnt.

## Waldsanatorium Zehlendorf-West

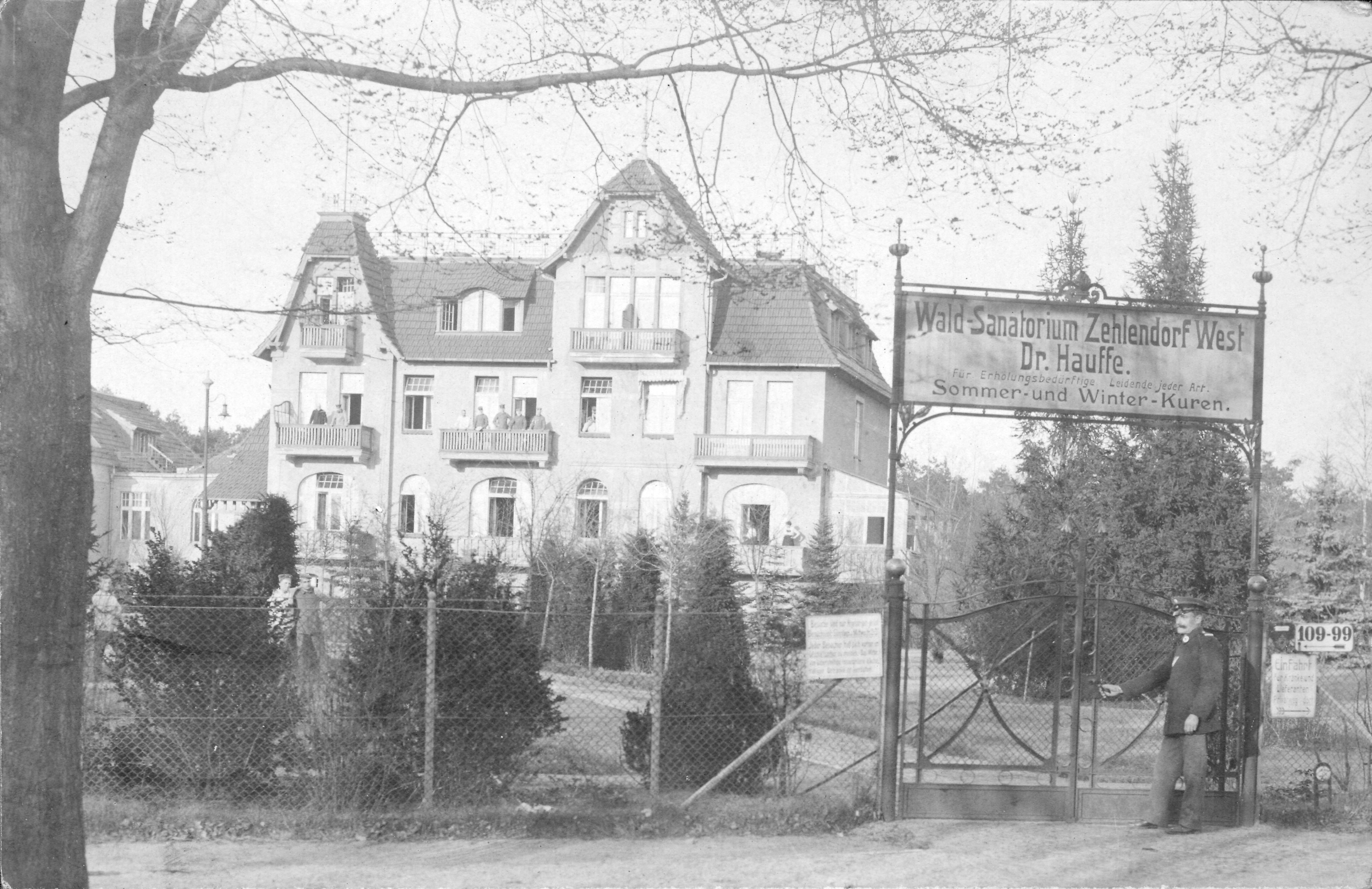
Waldsanatorium Zehlendorf-West

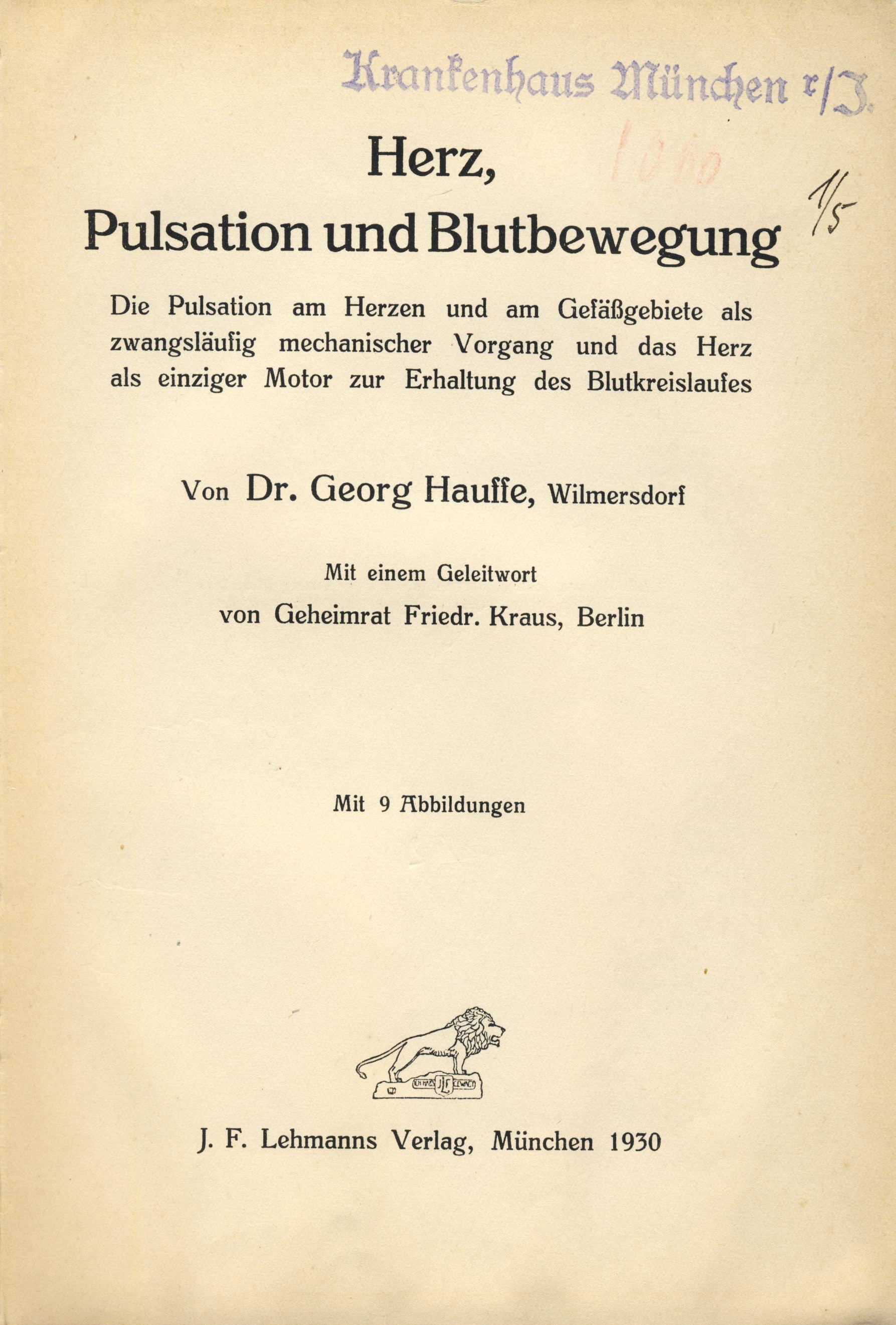
Publikation von 1930

Vom 1. April 1906 bis zum 31. Dezember 1919 leitete er in Berlin ein eigenes Sanatorium für physikalisch-diätische Heilmethoden: „Waldsanatorium Zehlendorf-West Dr. Hauffe – für Erholungsbedürftige Leidende jeder Art –  Sommer- und Winterkuren“. Das Waldsanatorium Zehlendorf-West betrieb er in eigenem Namen, die Einrichtung selbst gehörte ihm aber nicht. Als die Eigentümerin zum Jahresende 1919 das Grundstück Alsenstrasse 99–109 an einen anderen Krankenhausträger verkauft hatte, musste er das Sanatorium aufgeben. Im Frühjahr 1920 entstand an dieser Stelle das Krankenhaus Waldfriede.
Hauffe ließ sich von 1920 bis 1934 in Berlin-Wilmersdorf mit einer eigenen Praxis als Facharzt für Innere Erkrankungen und physikalisch-diätische Behandlung nieder. Gleichzeitig war Hauffe bis zum 30. April 1927 Volontärarzt an der II. medizinischen Universitätsklinik der Charité in der Abteilung für physikalische Heilmethoden bei Geheimrat Kraus; Friedrich Kraus stelle ihm als Vollarzt mit klinischer Vorbildung unter Schweninger ein sehr gutes Zeugnis aus und strich dabei die von Hauffe auch wissenschaftlich belegten physikalisch-diätischen Heilmethoden als besondere Qualifikation heraus. Danach wirkte Hauffe in gleicher Tätigkeit noch bei dem Internisten Gustav von Bergmann, ehe er vom 1. November 1930 bis 31. März 1934 als Leitender Arzt an die hydrotherapeutische Abteilung des städtischen Krankenhauses Moabit in Berlin-Mitte wechselte.

## Rudolf-Heß-Krankenhaus in Dresden
Nach der Machtübernahme der Nationalsozialisten sollte das Dresdner Stadtkrankenhaus Johannstadt ab 1934 „[...] mit möglichster Beschleunigung zu einem Biologischen Krankenhaus ausgebaut werden, das in Deutschland und in der Welt zunächst nicht seinesgleichen haben wird. Der Stellvertreter des Führers hat seine Genehmigung dazu in Aussicht gestellt, dass das Haus von seiner Umgestaltung ab den Namen ‚Rudolf-Heß-Krankenhaus’ erhält“.
Als Leiter der dortigen hydrotherapeutischen Abteilung war der inzwischen 62 Jahre alte Georg Hauffe durch den Reichsärzteführer Gerhard Wagner vorgesehen, der insbesondere die Wirkungen des ansteigenden Teilbades auf den gesunden und kranken menschlichen Organismus wissenschaftlich untersucht hat. Der Chefarzt des Krankenhauses übermittelte diese Entscheidung an die Verwaltung zur Bestätigung: „Für die Stelle des leitenden Arztes der 3. Biologischen Abteilung im Rudolf-Heß-Krankenhaus ist vom Reichsärzteführer Dr. med. Georg Hauffe in Aussicht genommen. Dr. Hauffe erscheint in seiner Person, seiner Einstellung und seiner bisherigen Tätigkeit nach besonders geeignet, die Abteilung im beabsichtigten Sinne zu leiten.“.
Da Hauffe bereits 1936 verstarb, konnte er nur wenig Einfluss auf die Arbeit am Rudolf-Heß-Krankenhaus nehmen. Georg Hauffe verstarb am 29. Juni 1936 mit 63 Jahren in seiner Wohnung plötzlich am Herzschlag. Die Ärzteschaft des Hauses schaltete eine eigene Anzeige „Sein Andenken wird bei uns und in der Geschichte der Medizin stets wach bleiben.“. Zur Trauerfeier am 2. Juli 1936 erschien der Bürgermeister Rudolf Kluge der Landeshauptstadt Dresden.

## Publikationen
- Beiträge zur Kenntnis der Anwendung und Wirkung heißer Bäder: insbesondere heißer Teilbäder. Urban & Schwarzenberg, Berlin 1906.
- 233 Gelenkrheumatiker ohne Salizylpräparate behandelt. R. Noske, Borna/Leipzig 1906.
- Physiologische Grundlagen der Hydrotherapie. Kornfeld, Berlin 1924.
- Die physikalische Therapie des praktischen Arztes. Urban & Schwarzenberg, Berlin 1926.
- Herz, Pulsation und Blutbewegung. J. F. Lehmanns Verlag, München 1930.
- Physikalische Gesetze und Blutkreislauf. In: Virchows Archiv für pathologische Anatomie und Physiologie und für klinische Medizin. Volume 279, 10. November 1930, S. 159–180.
- Die Abhängigkeit der Herztätigkeit von der Einstellung der Gefäßlichkeit. Verlag Julius Springer, 1932, S. 780–810.